# Théanine
La théanine (ou L-théanine) est un acide aminé communément présent dans le thé (Camellia sinensis) dont l’activité sur le cerveau permet une réduction du stress mental et physique et produit un effet relaxant. La L-théanine ne doit pas être confondue avec la « théine », plus connue sous le nom de caféine, aussi présente dans le thé, et faisant partie avec la théophylline et la théobromine de la classe moléculaire des méthylxanthines.

## Source
La théanine est naturellement présente dans deux organismes vivants, le thé et le Bolet bai (Imleria badia, un champignon).
Dans les feuilles de thé, c'est l'acide aminé prédominant, il représente de 1 à 2 % du poids total des feuilles. Elle est aussi présente dans le Guayusa (Ilex guayusa) à hauteur de 0,13% du poids total
| Thé            | Type | Origine   | Théanine par g/100 g de thé |
| -------------- | ---- | --------- | --------------------------- |
| Ceylon Pekoe   | Noir | Sri Lanka | 2,2                         |
| Darjeeling FOP | Noir | Inde      | 1,45                        |
| Gunpowder      | Vert | Chine     | 1,78                        |
| Gyokuro        | Vert | Japon     | 2,85                        |
| Sencha         | Vert | Japon     | 1,05                        |

La théanine est connue comme le composé responsable du goût umami des thés verts japonais (du type matcha) dont elle réduit l'amertume. Cependant, une étude a montré que la théanine est à la fois astringente, sucrée et umami et qu'elle contribue au goût umami plutôt qu'elle n'en est la cause, en agissant comme un exhausteur de goût. Enfin, il y en aurait autant dans les thés noirs que dans les thés verts contrairement à l'opinion la plus répandue.

## Chimie
La théanine est un acide aminé instable, elle a tendance à s'hydrolyser en milieu basique et à se racémiser en milieu aqueux.
La D-théanine existe aussi à l'état naturel et représente de 0,5 à 3 % de la théanine totale dans le thé.
Dans le thé, la théanine est biosynthétisée dans les racines de la plante à partir de l'acide glutamique et de l'éthylamine. La biosynthèse est réalisée par une enzyme, la théanine synthétase (ou L-glutamique acide éthylamine ligase ou L-glutamate éthylamine ligase).

## Activité
La théanine est dérivée d'un autre acide aminé, la glutamine, ce qui favorise son accès aux cellules du cerveau, où elle joue un rôle de psychotrope.
L’étude de l'activité de la théanine sur le cerveau a montré qu'elle est à l'origine d'une réduction du stress mental et physique et d'un effet relaxant.
Une étude randomisée en double aveugle a montré que l'ajout de théanine à un traitement par antipsychotiques aide à soulager certains des symptômes de la schizophrénie et des troubles schizoaffectifs (symptômes positifs, anxiété, activation).
Le mécanisme d’action de la théanine semble provenir de sa capacité à favoriser la production d'acide gamma-aminobutyrique (GABA) et donc sa concentration et des études récentes semblent démontrer sa capacité à moduler les récepteurs glutamatergiques. La théanine semble augmenter la concentration de sérotonine, de dopamine et a des affinités avec les récepteurs AMPA, Kainate et NMDA.
L’injection de théanine chez des souris souffrant d'hypertension a montré une diminution significative du 5-hydroxyindole dans le cerveau.
La théanine augmente la production du rythme alpha dans le cerveau. Un essai croisé en double aveugle, randomisé et contrôlé par placebo a trouvé que l'hydrolysat triptyque d'alpha-S1-caséine et la L-théanine prolongeaient le temps de sommeil total de 45 minutes.